# Mellingburg
Die Mellingburg, auch Mellenburg genannt, ist eine abgegangene Niederungsburg auf dem Hals einer Halbinsel bei der Mellingburger Schleuse im Alstertal in Hamburg-Sasel.

## Lage
Als Mellingburg wird der stark zerstörte zweiphasige Burgwall bezeichnet, welcher an der Engstelle der großen Alsterschleife bei Sasel vorzufinden ist. Das Bauwerk befindet sich auf einer vorgeschobenen Nase einer sandigen Alsterterrasse, welche seitlich in eine Flussniederung abfällt, an der sich heute ein Biotop befindet.
Die Vor- und die Hauptburg wurden teilweise durch Wohnhäuser überbaut. Heute führt an dem Burgstall (Burgstelle) der Alsterwanderweg vorbei.

## Bauweise
Die ehemalige Burg war schlüssellochartig geformt und bestand aus zwei Bereichen. Die Burg verfügte über eine 3000 m² große Hauptburg, die durch zwei kleine Wälle von einer 1000 m² großen Vorburg getrennt war. Ihr Hauptwall war drei Meter hoch. Die Wälle der Vorburg sind nicht mehr erkennbar und zeigen sich nur auf Geländemodellen. Das aktuellste Geländemodell basiert auf einem Scan von 2021. Der Wall der Hauptburg ist in Form eines Hügels von fast 3 m erhalten.

## Geschichte
Es gibt keine Urkunden oder Schriftzeugnisse, welche die Burg in das frühe Mittelalter datieren könnten. Die Zeitstellung der Mellingburg in das 9./11. Jahrhundert basiert auf Schlussfolgerungen ausgehend von der Standortwahl und Funden aus einer nahe gelegenen Siedlung, welche mit der Mellingburg in Verbindung gebracht wird. Ihre erste Erwähnung findet die Burg auf der Saseler Flurkarte von 1783.

## Archäologische Ausgrabungen und Funde
Die in den 30er Jahren durchgeführten Grabungen waren größtenteils unsystematisch und die Archivierung der Fundstücke voller Pannen. So konnten nur wenige Gegenstände des täglichen Gebrauchs geborgen werden. Dazu kommt, dass einige der in den Postenlisten des Museums für Völkerkunde verzeichneten Keramikscherben verschollen sind.

### Ausgrabungen an der Burg
Durch das Museum für Völkerkunde wurden 1932 erste archäologische Ausgrabungen durchgeführt. Damals wurde auf der Ostseite ein 10 m langer Schnitt durch den Hauptwall angelegt. Hierbei wurden drei Keramikscherben gefunden, welche Hinweise auf den Baubeginn hätten liefern können, jedoch gingen die Funde verloren oder sind nicht mehr auffindbar.

### Ausgrabungen an der Siedlung am Treudelberg
Durch Funde, welche der Trichterbecherkultur zugeordnet werden konnten, lässt sich der Ursprung der Siedlung bis in die Jungsteinzeit zurückverfolgen. Einige wenige Funde frühmittelalterlicher Keramik und Gegenständen des alltäglichen Gebrauchs belegen, dass der Siedlungsplatz auch im 9/10. Jahrhundert bewohnt war.
Die ersten Siedlungsspuren wurden 1930 zufällig bei Arbeiten in einer Kiesgrube entdeckt. Das Museum für Völkerkunde führte 1931/1932 Ausgrabungen am Treudelberg durch. Hierbei wurden umfangreiches Scherbenmaterial und Feuersteingeräte geborgen. Diese Siedlungsspuren konnten der jungsteinzeitlichen Trichterbecherkultur zugeordnet werden. Nur an einer Stelle der Abbaukante konnten Spuren einer frühmittelalterlichen Siedlungsphase am Treudelberg gefunden werden. Geborgen wurden gemagerte Scherben von mindestens fünf Töpfen mit Standböden und ein scheibenförmiger Spinnwirtel. Die Machart der Töpfe zeigt Ähnlichkeiten mit anderen slawischen und spätsächsischen Keramiken.
1939 ergab sich durch eine Erweiterung der Kiesgrube erneut eine Gelegenheit für Grabungen. Die Arbeiten wurden wieder aufgenommen und es konnte slawische Keramik aus dem 9. und 10. Jahrhundert geborgen werden. Neben den Scherben wurden Webgewichte und ein Mahlstein aus Basaltlava entdeckt, welche auch auf das frühe Mittelalter hinweisen. Viele der geborgenen Scherben gingen verloren, oder sind unauffindbar, so auch eine der beiden Scherben mit typisch slawischer Verzierung, welche die Zeitstellung der Siedlung stützen.
1986 konnten von einem Eigentümer eines Grundstücks nahe der Kiesgrube weitere typisch slawische Keramiken geborgen werden, die sich allerdings immer noch im Privatbesitz befinden.